# قسم أبعلي الريفي (مقاطعة دماوند)
قسم أبعلي الريفي (بالفارسية: دهستان آبعلی) هي قسم تقع في إيران في قسم رودهن. يقدر عدد سكانها بـ 2,047 نسمة .